# Insight ToolKit
 (mars 2013).
Pour les articles homonymes, voir ITK.
ITK (Insight Segmentation and Registration Toolkit) est une bibliothèque logicielle libre de classes C++ de traitement d'image. Elle contient des algorithmes de recalage d'image, de filtrage et de segmentation. Elle a été créée dans le but d'analyser toute sorte d'images médicales.

## Caractéristiques
- Soutenir le Visible Human Project ;
- créer une base pour la recherche future ;
- créer un dépôt des algorithmes fondamentaux ;
- développer une plate-forme pour le développement avancé de produits ;
- soutenir l'application commerciale de la technologie ;
- créer des conventions pour les travaux futurs ;
- développer une communauté autonome d'utilisateurs et de développeurs de logiciels.

## Exemples

### Gradient d'image soumis à un filtre gaussien
```
  
#include
 
"itkImage.h"

  
int
 
main
()

    
{

    
typedef
 
itk
::
Image
<
 
unsigned
 
char
,
 
3
 
>
 
ImageType
;

    
typedef
 
itk
::
ImageFileReader
<
 
ImageType
 
>
  
ReaderType
;

    
typedef
 
itk
::
ImageFileWriter
<
 
ImageType
 
>
  
WriterType
;

    
typedef
 
itk
::
GradientRecursiveGaussianImageFilter
<
 
ImageType
,
 
ImageType
 
>
 
FilterType
;

    
ReaderType
::
Pointer
 
reader
  
=
 
ReaderType
::
New
();

    
WriterType
::
Pointer
 
writer
  
=
 
WriterType
::
New
();

    
reader
->
SetFileName
(
"poumonCT.dcm"
);

    
writer
->
SetFileName
(
"poumonLisse.hdr"
);

    
FilterType
::
Pointer
 
filter
 
=
 
FilterType
::
New
();

    
filter
->
SetInput
(
 
reader
->
GetOutput
()
 
);

    
writer
->
SetInput
(
 
filter
->
GetOutput
()
 
);

    
filter
->
SetSigma
();

    
try

      
{

      
writer
->
Update
();

      
}

    
catch
(
 
itk
::
ExceptionObject
 
&
 
excp
 
)

      
{

      
std
::
cerr
 
<<
 
excp
 
<<
 
std
::
endl
;

      
return
 
EXIT_FAILURE
;

      
}

    
}

```

### Segmentation par la méthode d'accroissement de région (Region Growing)
```
  
#include
 
"itkImage.h"

  
int
 
main
()

    
{

    
typedef
 
itk
::
Image
<
 
signed
 
short
,
  
3
 
>
  
InputImageType
;

    
typedef
 
itk
::
Image
<
 
unsigned
 
char
,
 
3
 
>
  
OutputImageType
;

    
typedef
 
itk
::
ImageFileReader
<
 
InputImageType
 
>
  
ReaderType
;

    
typedef
 
itk
::
ImageFileWriter
<
 
OutputImageType
 
>
  
WriterType
;

    
typedef
 
itk
::
ConnectedThresholdImageFilter
<
 
InputImageType
,
 
OutputImageType
 
>
 
FilterType
;

    
ReaderType
::
Pointer
 
reader
  
=
 
ReaderType
::
New
();

    
WriterType
::
Pointer
 
writer
  
=
 
WriterType
::
New
();

    
reader
->
SetFileName
(
"cerveau.dcm"
);

    
writer
->
SetFileName
(
"matiereBlanche.hdr"
);

    
FilterType
::
Pointer
 
filter
 
=
 
FilterType
::
New
();

    
filter
->
SetInput
(
 
reader
->
GetOutput
()
 
);

    
writer
->
SetInput
(
 
filter
->
GetOutput
()
 
);

    
filter
->
SetMultiplier
(
2.5
);

    
ImageType
::
IndexType
 
seed
;

    
seed
[
0
]
 
=
 
142
;

    
seed
[
1
]
 
=
  
97
;

    
seed
[
2
]
 
=
  
63
;

    
filter
->
AddSeed
(
 
seed
 
);

    
try

      
{

      
writer
->
Update
();

      
}

    
catch
(
 
itk
::
ExceptionObject
 
&
 
excp
 
)

      
{

      
std
::
cerr
 
<<
 
excp
 
<<
 
std
::
endl
;

      
return
 
EXIT_FAILURE
;

      
}

    
}

```